# ジェームズ・S・ブラウン
ジェームズ・サザーランド・ブラウン（英語: James Sutherland Brown, 1881年7月28日 - 1951年4月14日）は、カナダの軍人。1921年にアメリカとの国境を越えてアメリカの都市を侵略、占領する予備戦争計画を起草したことで有名。この計画は防衛計画1号(Defence Scheme No. 1)と呼ばれ、ブラウンはしばしばこのアメリカ侵略計画の発案者として語られる。カナダ軍の将校たる業務としては、第一次世界大戦下の西部戦線にてカナダ海外派遣軍(CEF)の一員として兵站業務に従事していたことが知られる。

## 家族と教育
ブラウンはオンタリオ州シムコー郡にて、4人兄弟の長男として生を受けた。父フランク・オーガスト・ブラウン(Frank August Brown)はアメリカとの農作物取引に成功し財を成した人物で、地方政治にも積極的に参加しておりカナダ自由党の改革政策を支持していた。しかし、息子ブラウンは「大英帝国のためのカナダ」を支持するカナダ保守党支持者となり、カナダに影響を及ぼさんとするアメリカの意図に深い不信感を抱き始めた。
1895年、14歳になったブラウンは地元の民兵連隊である第39ノーフォークライフル連隊に少年喇叭手として入隊した。1899年に第二次ボーア戦争が勃発すると、当時伍長となっていた彼は南アフリカへの派遣に志願するものの、学校教員に就職するための教育を受けなければならないと説得されてこれを断念する。教員になった後も民兵連隊に参加し続け、1901年2月には中尉に昇進した。さらにキングストンのカナダ王立軍事大学で学び、ブラウンは常備軍の将校たる資格を得る。1906年6月には常備軍のロイヤル・カナディアン連隊(RCR)の中尉となる。
ジェームズ・サザーランド・ブラウンは、クレア・テンプル・ブラウン（Clare Temple Brown, 旧姓Corsan）との間に3人の息子がいた。
マルコム・C・サザーランド=ブラウン(Malcolm C. Sutherland-Brown)は1934年にカナダ王立軍事大学を卒業し、工兵中佐として海外派遣軍に参加した。アソール・サザーランド=ブラウン(Athol Sutherland-Brown)はカナダ空軍の将校で、2004年にはビクトリアのテラフォード出版から「Buster Buster: A Canadian Patriot and Imperialist」を出版した。イアン・マクドネル・サザーランド=ブラウン(Ian Mcdonnell Sutherland-Brown)もカナダ王立軍事大学を卒業した空軍の飛行士だったが、1941年8月14日に21歳で戦死した。イアン・サザーランド=ブラウンの死に関してはカナダ軍の第二次世界大戦記録に掲載されている。

## 第一次世界大戦
1914年8月4日、大英帝国が中央同盟に宣戦布告を行う。この頃、ブラウンは英国キャンベリーの参謀学校にRCRの大尉として在籍していた。開戦から20日後の1914年8月24日、彼は軍組織の兵站に関する問題を解決する為にカナダ本国に呼び戻され、英国にて編成されたCEFの第1カナディアン師団の為に物資の供給を行った。9月25日には同師団の副参謀長補(Deputy Assistant)及び主計総監(Quartermaster General)に命ぜられる。CEFの第一次先遣隊、すなわち31500人の武装した将兵と7600以上の車両及び馬は、ブラウンによる指揮の下で第28輸送船団により9月26日に英国へと輸送された。
ブラウンは第一次世界大戦中、CEFの兵站参謀として勤務し、1916年5月には一時的にではあるがRCR所属の中佐に任命されている。第1カナディアン師団に所属した間に、彼は西部戦線におけるカナダ軍の大規模な作戦のほとんどに参加した。すなわち第二次イーペル会戦、ソンムの戦い、ヴィミー高地の戦い、第三次イーペル会戦、そして第一次世界大戦の決着をつけた百日攻勢である。1916年後半から1917年初頭まで、重病の為にイギリス本土で療養を行った。
1918年11月に休戦協定への署名が行われた後も、ブラウンは陸軍に残留して任務に当たった。彼の功績に対し、殊勲章(Distinguished Service Order)が1916年1月14日に、柏葉敢闘章(mentioned in dispatches)が1916年1月1日、1917年5月28日、1918年5月18日、1918年12月31日、1919年7月11日の5回、聖マイケル・聖ジョージ勲章が1918年3月6日にそれぞれ贈られている。

## 作戦部及び情報部の責任者として
戦後、正式に中佐となったブラウンは、大軍縮を進めるカナダ陸軍において、古参将校の一人と数えられるようになっていた。
1920年、彼はオタワにおいて作戦・情報部長(Director of Military Operations and Intelligence)に任命される。ここで、彼は様々な開戦の可能性を想定しシナリオを設定する予備戦争計画の立案に携わった。シナリオのうちの1つは、アメリカ合衆国と大英帝国が開戦する可能性を示唆しており、防衛計画1号はこのシナリオに基づいていた。この計画の主戦略はわずかにアメリカ領土を占領して時間を稼ぐというものである。各都市の占領を行うべく国境を越えたカナダ軍部隊は段階的に撤退することとされていた。カナダでは大英帝国が北米防衛の為に派兵を行うとすれば、少しばかりの時間が必要になると仮定していたのである。この為、対米戦争に臨む場合、カナダ軍は英本国軍の到着までに何としても時間を稼がねばならなかった。
防衛計画1号は、ブラウンが1913年に設計した予備戦争計画に酷似している。1928年、カナダ軍参謀総長アンドリュー・マクノートン大将は防衛計画1号を放棄し、ほとんどの記録が共に破棄された。1960年代初頭にその存在が明るみに出ると、防衛計画1号とブラウンは嘲笑の的となった。
ただし、防衛計画1号を評価する場合、作戦部員は些細な可能性も含め考えうる全ての可能性を考慮する事を任務としていた点、予備戦争計画の立案そのものが将校たちの訓練を兼ねていた点を考慮しなければならない。また防衛計画1号が立案された当時には、ブラウンを含む作戦部員だけではなく、より多くの軍人が政府への働きかけを行った。この計画の立案によって、軍予算が拡大される可能性があった為である。しかし、1920年代初頭までにカナダの政治情勢は、いかなる計画の下に越境攻撃を行うにしても成功を期待できないほどにカナダ軍の力を削いでしまった。
ブラウンは強いカナダと大英帝国の支持者として、またアメリカを不審に思う将校の一人として、まったく真剣に防衛計画1号を立案した。さらにブラウンと数人の部下は民間人に変装しニューヨーク州及びバーモント州を訪れており、この点は計画の公表後に外交上の問題となった。カナダの計画放棄の2年後、アメリカはカナダ侵攻を想定したレッド計画を立案した。

## ブリティッシュコロンビア州の軍管区長
1928年7月、ブラウンは一時的に准将に昇進する。翌年には正式に昇進し、第11軍管区(Military District No. 11)の軍管区長(District Officer Commanding)に任命された。この広域にわたる軍管区は太平洋沿岸防衛の任を負い、ブリティッシュコロンビア州、そしてユーコン準州を含む。
世界恐慌の嵐が吹き荒れた1930年代に入り、ブラウンの兵站将校としての才能が再び注目される。彼はブリティッシュコロンビア州にて陸軍が主催する失業者向けワークキャンプの拡大に取り組んだ。やがて世界恐慌の波が押し寄せ、カナダの資源依存経済は悪化の一途を辿り、連邦政府の失業者対策の中でもブラウンの存在はより大きなものとなってくる。ブラウンは社会主義と労働組合の運動を注視しつつ、担当当局が基礎的なサービスを維持する必要がある事を強く感じて、長期的には資源依存経済の脱却を目指し、短期的には深刻な状況に対処すべく、各々の失業者に少額ずつの現金支給などを行った。

## 退役及び知事補佐官
オタワの陸軍司令部での勤務を経て、1933年にブラウンは退役。第一次世界大戦時の戦友を頼りブリティッシュコロンビア州州都ビクトリア市にて隠居した。第二次世界大戦が勃発すると、陸軍から現役復帰の申し出があったもののこれを断る。退役後のブラウンは、地元の陸軍組織やCEF（特にRCR）の退役軍人たちと良好な関係を持ち豊かな生活を送った。
1936年、ブリティッシュコロンビア州副知事の上級補佐官に任命され、3期連続でこの任に当たった。その率直な保守的性格を評価されたブラウンは保守党の候補として、1940年の連邦総選挙にてビクトリアから出馬するも、自由党の現職議員ロバート・メイヒューに敗れた。
サザーランド・ブラウンは1951年4月14日、ヴィクトリアにて安らかな死を迎え、陸軍による軍隊葬を持って埋葬された。